# Estación de Villaverde Bajo-Cruce
Villaverde Bajo-Cruce es una estación de la línea 3 del Metro de Madrid situada bajo el cruce de la avenida de Andalucía con la carretera de Villaverde a Vallecas, en el conocido como Cruce de Villaverde, en el madrileño distrito del mismo nombre.

## Historia y características
Está abierta al público desde el 21 de abril de 2007, momento en que se modificaron los recorridos de algunas líneas de autobuses para formar el actual intercambiador de autobuses con 17 dársenas. Así, los pasajeros de las líneas de autobuses con destino en Legazpi podrán conectar con Metro en esta estación.
La estación se distribuye en dos niveles: vestíbulo y andén. Dispone de escaleras mecánicas y ascensores, lo que permite que la estación sea accesible para personas con movilidad reducida; al igual que en el resto de la línea 3. Para la construcción de la estación se excavó un recinto de 108 m mediante pantallas perimetrales. La profundidad de esta estación es de 19 m y su anchura máxima de 33,4 m.

## Accesos
Vestíbulo Villaverde Bajo Cruce
- Santiago Amón C/ Santiago Amón (frente al N.º 1)
- Santa Petronila C/ Santa Petronila, 3
- Ascensor C/ Santa Petronila, 3

## Líneas y conexiones

### Metro
| << cabecera | < estación    | línea | estación >            | cabecera >> |
| ----------- | ------------- | ----- | --------------------- | ----------- |
| El Casar    | San Cristóbal |       | Ciudad de los Ángeles | Moncloa     |

### Autobuses
| Diurnos                                                            |                                              |                                                  |
| Autobuses con cabecera en Área Intermodal de Villaverde Bajo-Cruce |                                              |                                                  |
| Línea                                                              | Destino                                      | Parada                                           |
| 18                                                                 | Plaza Mayor por Los Ángeles                  | 3880 VILLAVERDE CRUCE                            |
| 23                                                                 | Plaza Mayor por Los Rosales y San Fermín     | 3880 VILLAVERDE CRUCE                            |
| 116                                                                | Embajadores                                  | 3880 VILLAVERDE CRUCE                            |
| Autobuses pasantes en Área Intermodal de Villaverde Bajo-Cruce     |                                              |                                                  |
| Línea                                                              | Destino                                      | Parada                                           |
| 59                                                                 | San Cristóbal                                | 1176 VILLAVERDE CRUCE (Av. Andalucía-C/ Alcocer) |
| 79                                                                 | Villaverde Alto (Plaza de Ágata)             | 1176 VILLAVERDE CRUCE (Av. Andalucía-C/ Alcocer) |
| 59                                                                 | Estación de Atocha                           | 1177 VILLAVERDE CRUCE (Av. Andalucía-C/ Alcocer) |
| 79                                                                 | Legazpi                                      | 1177 VILLAVERDE CRUCE (Av. Andalucía-C/ Alcocer) |
| 85                                                                 | Butarque                                     | 1440 MARTÍNEZ SECO-VILLAVERDE CRUCE              |
| 123                                                                | Butarque                                     | 1440 MARTÍNEZ SECO-VILLAVERDE CRUCE              |
| 85                                                                 | Estación de Atocha                           | 1441 MARTÍNEZ SECO-VILLAVERDE CRUCE              |
| 123                                                                | Legazpi                                      | 1441 MARTÍNEZ SECO-VILLAVERDE CRUCE              |
| 22                                                                 | Legazpi                                      | 1789 ALCOCER-ESCORIAZA                           |
| 130                                                                | Vicálvaro                                    | 1789 ALCOCER-ESCORIAZA                           |
| 22                                                                 | Villaverde Alto (Estación Metro / Cercanías) | 1790 ALCOCER-VILLAVERDE CRUCE                    |
| 130                                                                | Villaverde Alto (C/ Doctor Martín Arévalo)   | 1790 ALCOCER-VILLAVERDE CRUCE                    |
| Nocturnos                                                          |                                              |                                                  |
| Autobuses pasantes en Área Intermodal de Villaverde Bajo-Cruce     |                                              |                                                  |
| Línea                                                              | Destino                                      | Parada                                           |
| N13                                                                | San Cristóbal                                | 1176 VILLAVERDE CRUCE (Av. Andalucía-C/ Alcocer) |
| N13                                                                | Cibeles                                      | 1177 VILLAVERDE CRUCE (Av. Andalucía-C/ Alcocer) |

| Diurnos                                                            |                                                 |                                                                                    |                           |
| Autobuses con cabecera en Área Intermodal de Villaverde Bajo-Cruce |                                                 |                                                                                    |                           |
| Línea                                                              | Destino                                         | Parada                                                                             | Operador                  |
| 412                                                                | San Martín de la Vega                           | 16732 Av. Andalucía-Villaverde Bajo-Cruce Área Intermodal de Villaverde Bajo-Cruce | La Veloz                  |
| 414                                                                | Centro Penitenciario Madrid III                 | 16732 Av. Andalucía-Villaverde Bajo-Cruce Área Intermodal de Villaverde Bajo-Cruce | La Veloz                  |
| 415                                                                | Villaconejos                                    | 16732 Av. Andalucía-Villaverde Bajo-Cruce Área Intermodal de Villaverde Bajo-Cruce | La Veloz                  |
| 427                                                                | Área Empresarial Andalucía - Pinto (La Tenería) | 16732 Av. Andalucía-Villaverde Bajo-Cruce Área Intermodal de Villaverde Bajo-Cruce | AISA                      |
| 432                                                                | Leganés-Montepinos                              | 16732 Av. Andalucía-Villaverde Bajo-Cruce Área Intermodal de Villaverde Bajo-Cruce | Avanza Movilidad Integral |
| Autobuses pasantes en Área Intermodal de Villaverde Bajo-Cruce     |                                                 |                                                                                    |                           |
| Línea                                                              | Destino                                         | Parada                                                                             | Operador                  |
| 411                                                                | Getafe - Perales del Río                        | 1440 MARTÍNEZ SECO-VILLAVERDE CRUCE                                                | La Veloz                  |
| 411                                                                | Madrid (Legazpi)                                | 1441 MARTÍNEZ SECO-VILLAVERDE CRUCE                                                | La Veloz                  |
| 448                                                                | Madrid (Legazpi)                                | 1789 ALCOCER-ESCORIAZA                                                             | Avanza Movilidad Integral |
| 448                                                                | Getafe (por Villaverde)                         | 1790 ALCOCER-VILLAVERDE CRUCE                                                      | Avanza Movilidad Integral |
| 421                                                                | Pinto                                           | 16729 Av. Andalucía-Villaverde Bajo-Cruce                                          | AISA                      |
| 422                                                                | Valdemoro                                       | 16729 Av. Andalucía-Villaverde Bajo-Cruce                                          | AISA                      |
| 423                                                                | Aranjuez                                        | 16729 Av. Andalucía-Villaverde Bajo-Cruce                                          | AISA                      |
| 424                                                                | Valdemoro (El Restón)                           | 16729 Av. Andalucía-Villaverde Bajo-Cruce                                          | AISA                      |
| 426                                                                | Ciempozuelos                                    | 16729 Av. Andalucía-Villaverde Bajo-Cruce                                          | AISA                      |
| 429                                                                | Aranjuez (PAU de la Montaña)                    | 16729 Av. Andalucía-Villaverde Bajo-Cruce                                          | AISA                      |
| 447                                                                | Getafe (Hospital)                               | 16729 Av. Andalucía-Villaverde Bajo-Cruce                                          | Avanza Movilidad Integral |
| VAC-158                                                            | Ocaña / Quintanar de la Orden                   | 16729 Av. Andalucía-Villaverde Bajo-Cruce                                          | Samar                     |
| VAC-231                                                            | Seseña                                          | 16729 Av. Andalucía-Villaverde Bajo-Cruce                                          | Interbus                  |
| 421                                                                | Madrid (Legazpi)                                | 16730 Av. Andalucía-Villaverde Bajo-Cruce                                          | AISA                      |
| 422                                                                | Madrid (Legazpi)                                | 16730 Av. Andalucía-Villaverde Bajo-Cruce                                          | AISA                      |
| 423                                                                | Madrid (Estación Sur)                           | 16730 Av. Andalucía-Villaverde Bajo-Cruce                                          | AISA                      |
| 424                                                                | Madrid (Legazpi)                                | 16730 Av. Andalucía-Villaverde Bajo-Cruce                                          | AISA                      |
| 426                                                                | Madrid (Legazpi)                                | 16730 Av. Andalucía-Villaverde Bajo-Cruce                                          | AISA                      |
| 429                                                                | Madrid (Legazpi)                                | 16730 Av. Andalucía-Villaverde Bajo-Cruce                                          | AISA                      |
| 447                                                                | Madrid (Legazpi)                                | 16730 Av. Andalucía-Villaverde Bajo-Cruce                                          | Avanza Movilidad Integral |
| VAC-158                                                            | Madrid (Estación Sur)                           | 16730 Av. Andalucía-Villaverde Bajo-Cruce                                          | Samar                     |
| VAC-231                                                            | Madrid (Estación Sur)                           | 16730 Av. Andalucía-Villaverde Bajo-Cruce                                          | Interbus                  |
| Nocturnos                                                          |                                                 |                                                                                    |                           |
| Autobuses pasantes en Área Intermodal de Villaverde Bajo-Cruce     |                                                 |                                                                                    |                           |
| Línea                                                              | Destino                                         | Parada                                                                             | Operador                  |
| N401                                                               | Pinto - Valdemoro                               | 16729 Av. Andalucía-Villaverde Bajo-Cruce                                          | AISA                      |
| N402                                                               | Ciempozuelos - Aranjuez                         | 16729 Av. Andalucía-Villaverde Bajo-Cruce                                          | AISA                      |
| N403                                                               | San Martín de la Vega                           | 16729 Av. Andalucía-Villaverde Bajo-Cruce                                          | La Veloz                  |
| N401                                                               | Madrid (Atocha)                                 | 16730 Av. Andalucía-Villaverde Bajo-Cruce                                          | AISA                      |
| N402                                                               | Madrid (Atocha)                                 | 16730 Av. Andalucía-Villaverde Bajo-Cruce                                          | AISA                      |
| N403                                                               | Madrid (Atocha)                                 | 16730 Av. Andalucía-Villaverde Bajo-Cruce                                          | La Veloz                  |